# Leonid Danylovych Kuchma
Leonid Danylovych Kuchma (tiếng Ukraina: Леонід Данилович Кучма, sinh ngày 9 tháng 8 năm 1938) là tổng thống thứ nhì của quốc gia Ukraina độc lập từ 19 tháng 7 năm 1994-23 tháng 1 năm 2005. Kuchma nhậm chức sau khi chiến thắng trong cuộc bầu cử tổng thống năm 1994, chiến thắng trước đối thủ là đương kim tổng thống thời đó Leonid Kravchuk. Kuchma tái đắc cử một nhiệm kỳ năm năm nữa vào năm 1999.
Thời kỳ ông làm tổng thống có bởi rất nhiều vụ bê bối tham nhũng và việc giảm bớt các quyền tự do truyền thông. Mức độ tham nhũng tăng tốc sau cuộc bầu cử đưa Kuchma lên tổng thống vào năm 1994, nhưng năm 2000-2001, quyền lực của ông bắt đầu suy yếu sau khi các thông tin được tiết lộ trước truyền thông.